# ベレンティー私設保護区

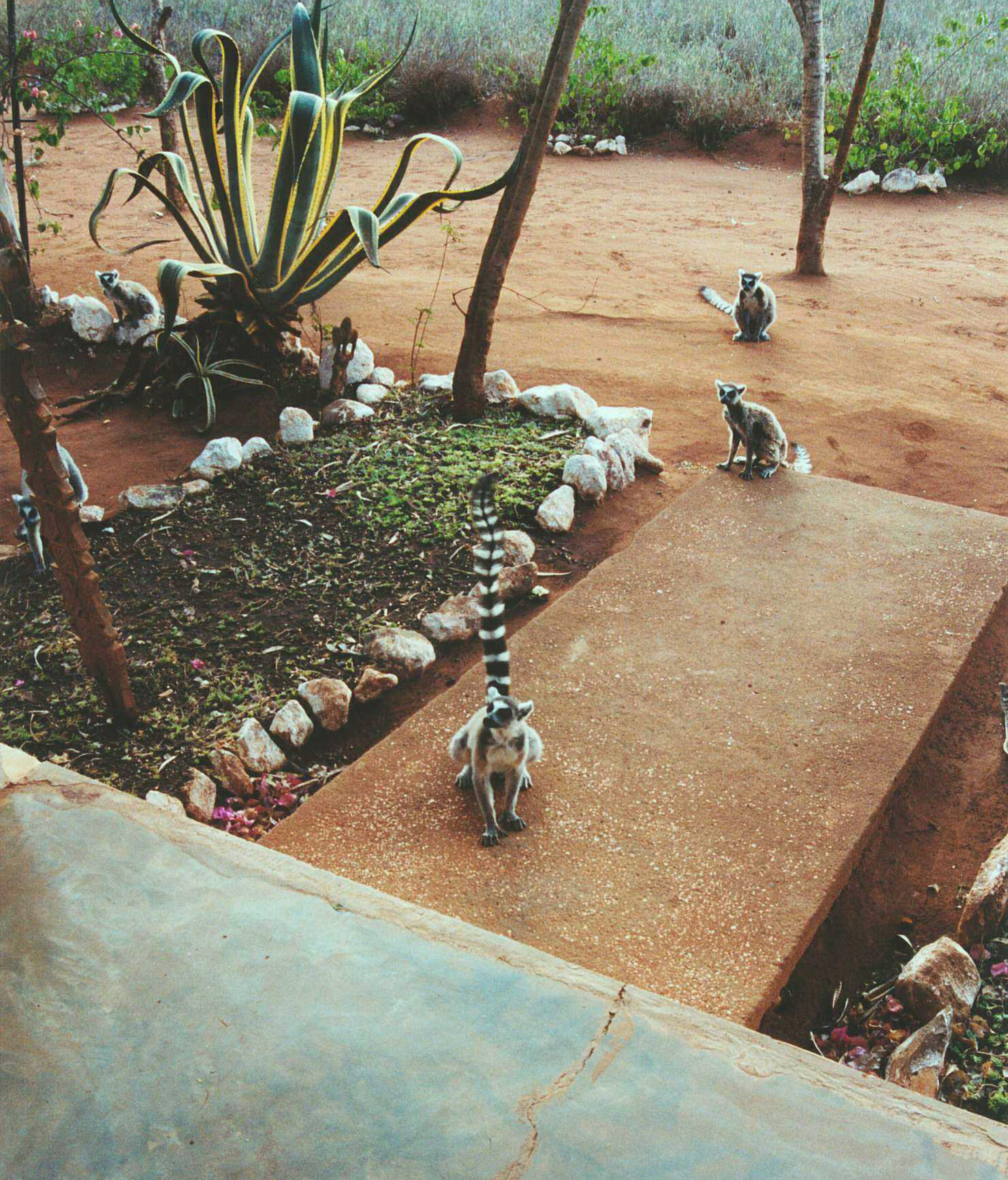
ベレンティー私設保護区の風景

ベレンティー私設保護区 (Berenty Private Reserve) は、マダガスカル南東部の半砂漠有刺林地域に存在する小面積の自然保護区である。ベレンティー保護区（Berenty Reserve）とも呼ばれる。

## 概要
ベレンティー (Berenty) とは、マダガスカル語（アンタンヂュイ方言）で「Be（大きい、多い）＋Renty（ウナギ）」の意味であるとの説がある。年間降水量500mm程度の半砂漠地域にもかかわらず、保護区の北には一年を通して水の涸れないマンヂャレ川が流れており、その川に沿ってタマリンドなどが優占する河辺林が広がる。マンヂャレ川から南へと離れるにしたがい、河辺林から潅木林へと乾燥した環境に変化していく。もっとも南端には有刺林と呼ばれる、世界でもマダガスカル南部にしか存在しない森林が存在する。
30年以上前に、霊長類学者のアリソン・ジョリーによりベレンティー私設保護区での研究がスタートして以来、京都大学やアンタナナリボ大学、その他欧米の大学の学生や研究者によって、キツネザル類のフィールドワーク調査が続けられている。また、キツネザル類だけでなく、マダガスカルに固有のフクロウ類やジカッコウ類などといった鳥類も人気で、これらを見るために多くの観光客が保護区を訪れている。

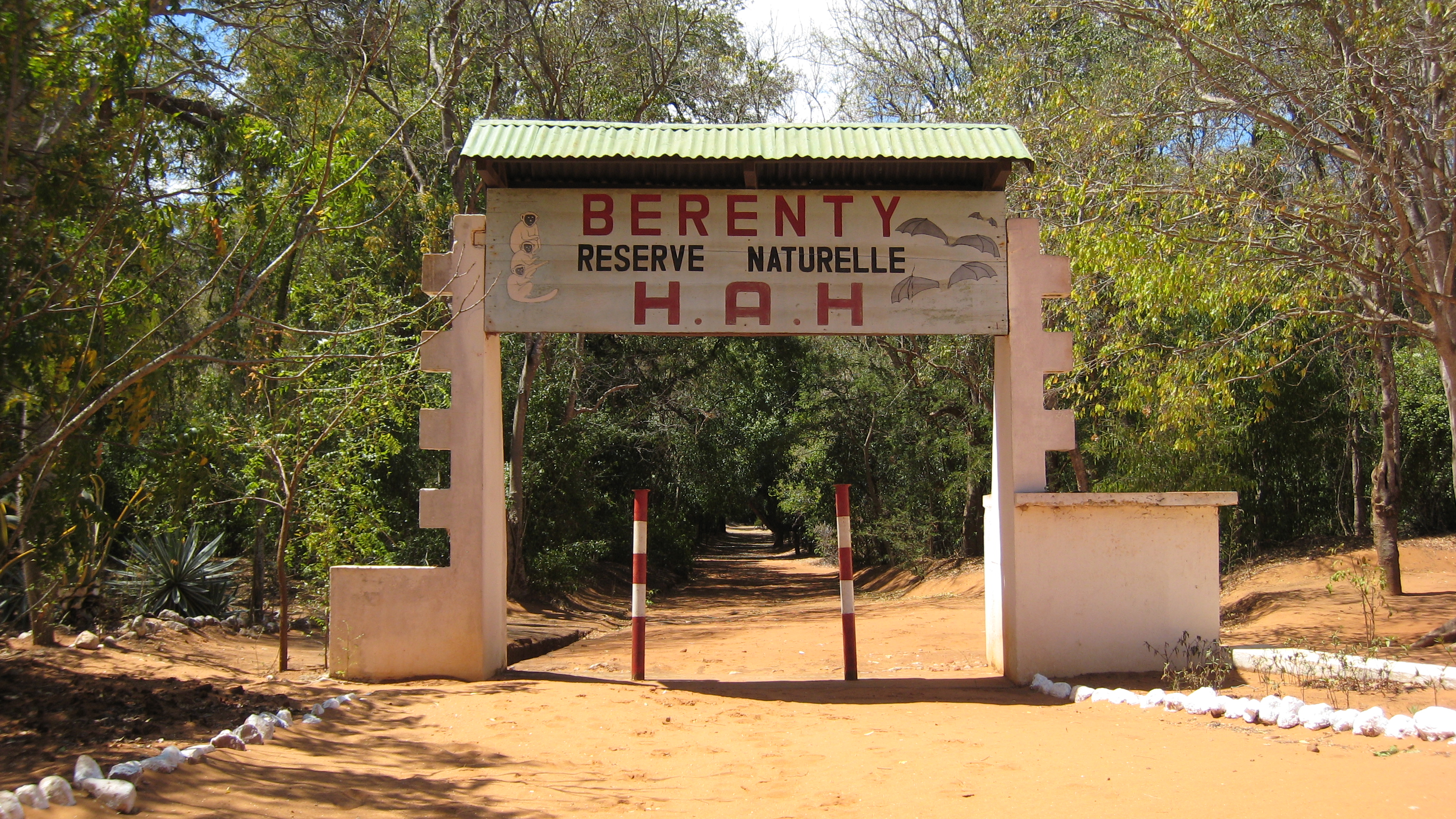
ベレンティー保護区の森林への入り口

保護区内には、宿泊施設やレストラン、小規模な博物館、動物観察のためのトレイルなどが整備されている。

## おもな生きもの

### 哺乳類
- ワオキツネザル
- ヴェローシファカ
- アカビタイキツネザル×アカエリキツネザル（国内移入種）（雑種）
- シロアシイタチキツネザル
- ハイイロネズミキツネザル
- セアカネズミキツネザル
- マダガスカルオオコウモリ

### 鳥類
- オニジカッコウ
- ハシリジカッコウ
- マダガスカルアオバズク
- マダガスカルサンコウチョウ

## アクセス
マダガスカル南東部の港町トラニャロから車で2-3時間ほど西に行ったところにある。保護区に入るためには、トラニャロにあるホテル・ドーファンで車や宿泊の手配をおこなう必要がある。